# 唐洞街道
唐洞街道为湖南省资兴市下辖街道。1989年设置街道。1990年，资兴市政府驻地由兴宁镇迁至唐洞街道。2008年11月，自东江镇划入田心村；
2012年4月，自原碑记乡划入所辖的茶坪瑶族村。唐洞街道辖3个行政村、7个社区，总面积24.63平方公里，总人口5.07万人。

## 行政区划
2011年末，唐洞街道下辖文峰路社区、兴华路社区、大全路社区、晋兴路社区、矿工南路社区、晋宁路社区、欧家山社区、东岸山社区、新民村和田心村。